# 巴特罗滕费尔德
巴特罗滕费尔德是德国下萨克森州的一个市镇。总面积18.21平方公里，总人口7531人，其中男性3557人，女性3974人（2011年12月31日），人口密度414人/平方公里。